# Padbol
El pádbol o padbol es un deporte de equipo que consiste en la fusión del fútbol y el pádel. Hoy en día está presente en más de 30 países.
En 2013 se realizó el primer Mundial de Padbol que consagró como campeones mundiales a la pareja española conformada por Eleazar Ocaña y Toni Palacios.
En 2014 fue la segunda edición y coronó nuevamente a una pareja española, Juanmi Hernández y Juan Alberto Ramón.
En 2016 se disputó la tercera Copa Mundial en Punta del Este, Uruguay, donde se coronó nuevamente España con Juanmi Hernández, Juanal Ramón y Migue Barceló tras un 6-3, 4-6, 6-3 ante la dupla argentina conformada por Gonzalo Maidana y Tomás Labayen. La modalidad femenina tuvo su primera edición, donde triunfaron las rumanas Gherghel y Chiar ante las españolas Rodríguez y Flores.
En 2023 se disputó la IV Copa Mundial de Padbol en la localidad brasileña de Santos, en el Estado de San Pablo. Con un récord de participación de 18 nacionalidades diferentes el torneo fue ganado por los representantes de Rumania, equipo formado por Olivian Surugiu, Victoras Popescu (titulares) y Rafael Vasile y Mihail Tiplic (jugadores substitutos). 

## Historia
El Padbol fue ideado en 2008 por Gustavo Miguens, quien buscó darle más dinamismo al popular fútbol-tenis. Introdujo las paredes y a partir de reglas simples, gracias a la variabilidad de los rebotes y la no necesaria habilidad futbolística, buscó hacer del Padbol un deporte moderno.
La primera pista de Padbol se instaló en La Plata a comienzos del 2011, y luego rápidamente se expandió por Argentina y se crearon canchas en Mar del Plata, Necochea, Rojas, Punta Alta, Ushuaia, entre otras, logrando muchos adeptos a pocos años de su lanzamiento.
Incluso en los primeros años de desarrollo ya se podía ver que Padbol era popularmente muy bien recibido, llegando al punto de que Nico Renedo, su Gerente General, declarase en una entrevista que "Padbol va en camino a convertirse en una competencia olímpica"    

### Primeros países
Desde su creación, la práctica de este deporte se ha extendido a varios países, destacándose no solo en Argentina, sino también en España, Uruguay, Brasil, Italia.

### Expansión
El Padbol comenzó a abrirse nuevos caminos tanto en América con México, como en Europa con Portugal, Suecia, Rumania.
En 2015 se sumaron Australia, Francia, Panamá, Dinamarca, Suiza y China. En 2016 se sumó Estados Unidos.
En 2017 se sumaron Bélgica, Puerto Rico, Alemania, Bolivia, Ecuador y Paraguay. En 2018 se sumó Chile y con el pasar de los años se han integrado más países europeos como Austria, Liechtenstein, Polonia, Reino Unido; ha crecido su arraigo en Medio Oriente mediante desarrollos en Emiratos Árabes, Catar, Israel, Kuwait, Baréin, Omán, etc.
Las primeras instalaciones en los Estados Unidos llegan en 2024 a través de un sistema de franquicias que ha generado gran interés de parte de ese potente mercado.           

## Campo de juego o pista

### Dimensiones de la pista
El área de juego es un rectángulo de 10 metros de largo por 6 metros de
ancho (medidas interiores). Se divide transversalmente por una red que está suspendida por un cable metálico de un diámetro máximo de 1 centímetro, cuyos extremos se hallan sujetos a dos postes de sostén, y sus caras interiores coinciden con los límites laterales de la cancha.
El Padbol tiene la gran dimensión en la cual la cancha puede tener varias medidas.

### Fondos
En cada uno de los fondos del área de juego hay un frontón y dos
paredes laterales unidas a él. El frontón y las paredes laterales deben medir como mínimo 2,50 metros y ser iguales entre ellos.

### Red
La red de alambre puede ser artístico o romboidal; el tamaño de la abertura de la malla (medida en sus diagonales) debe ser mayor a 4,50 centímetros e inferior a 5,75 centímetros. Además debe permitir el rebote de la pelota sobre ella.
La altura de la red tiene entre 90 y 100 centímetros en el centro y de 100
centímetros como máximo en sus extremos, y está mantenida tirante hacia abajo en
su punto central mediante una cinta de color blanco y ancho no mayor a 5 centímetros
(correa central). Una faja o banda del mismo color y libre de inscripciones y ancho
mínimo de 6 centímetros y máximo de 8 centímetros -igual a ambos lados de la red- cubrirá el cable metálico en toda su longitud.
A ambos lados de la red y paralelamente a la misma se demarcan las líneas
de servicio o saque de 5 centímetros de ancho, a partir de 3,25 metros de la red.
Asimismo, las dos áreas que así queden comprendidas entre la red y las líneas de
servicios estarán divididas exactamente a la mitad por una línea perpendicular a estas
de 5 centímetros de ancho y definida como línea central de saque.

### Accesos
Debe haber al menos un acceso a la pista con un ancho mínimo de 0,60 metros y una altura mínima de 2 metros por lado. Puede tener, o no, una puerta. En el caso de que el o los accesos al campo de juego no posean puertas, estos deben ubicarse junto a la red y tener un ancho de entre 0,60 a 1,00 metro hacia cada lado de la misma. En el caso de poseer puertas, el diseño de ellas no debe perjudicar el desarrollo del juego.

## Áreas o Zonas de juego

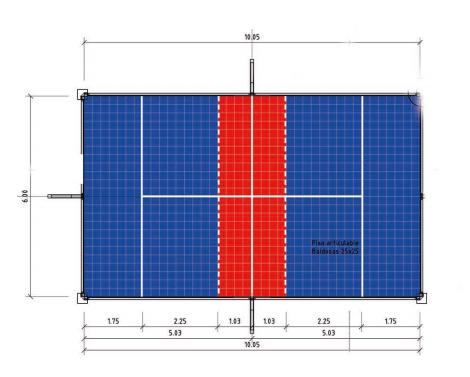
Áreas de juego en el Padbol.

Existen tres zonas: Zona de Saque, Zona de Recepción y Zona Roja.
Zona de saque: Es donde el sacador debe encontrarse para efectuar sus saques y está delimitada por la línea que se encuentra a 3,25 metros de la red, las paredes laterales y la pared de fondo.
Zona de recepción: Es la que se encuentra entre la red, la línea central de saque, la línea
divisoria que va de lado a lado de la pista (a lo ancho) y el lateral de
vidrio y/o pared que cierren ese perímetro. Las líneas marcadas en el piso quedan
incluidas en el Rectángulo válido para el saque.
Zona roja: Es el área que se forma a un metro para cada lado de la red, delimitada con
una línea entre cortada y a lo ancho de toda la cancha. Debe ser roja.

## Puntuación
Los partidos se disputarán al mejor de 3 sets o etapas, pudiendo efectuarse
como máximo al mejor de 5 sets. Se utiliza el sistema de puntuación del tenis.

## La pelota de Padbol
La pelota debe tener una superficie externa uniforme y debe ser de color blanco o amarillo.
En el caso de que tenga costuras, las mismas serán sin puntadas.
Su perímetro debe ser de 670 mm y deberá ser de pique completo, de poliuretano, y su peso puede variar entre 380 gramos a 400 gramos.

## El partido

### El saque
El jugador que realiza el saque, debe pararse con ambos pies detrás de la línea de
saque y hacer picar la pelota dentro esa misma zona antes de impactar a la pelota. El pique o bote de la pelota, antes de efectuar el saque, no deberá superar la altura de las caderas del sacador.
La zona habilitada para el bote correcto de la pelota en el saque del lado del
receptor será la comprendida entre la red, la línea central de saque, la línea divisoria
que va de lado a lado de la pista y el lateral de vidrio y/o pared que cierren ese
perímetro. Las líneas marcadas en el piso quedan incluidas en el Rectángulo de
Saque.
En caso de no cumplirse alguna de estas especificaciones, se considerará falta, y se procederá a realizar un segundo saque, con las mismas pautas que tiene el primero. En caso de fallar un segundo saque, será punto para la pareja contraria.

### Continuación del juego
Luego de realizado el saque, la pelota estará en juego y, salvo que se falle Falta o
Vuelta, permanecerá en juego hasta que se termine el punto.
La pelota será golpeada alternativamente por uno y otro jugador del mismo equipo con un mínimo de dos golpes y hasta un máximo de tres.
Una vez agotado el último de los golpes, la pelota deberá ser lanzada hacia el campo rival en donde la pareja contraria tendrá también el pique y los dos golpes correspondientes como mínimo y los tres como máximo.

### Uso de Paredes

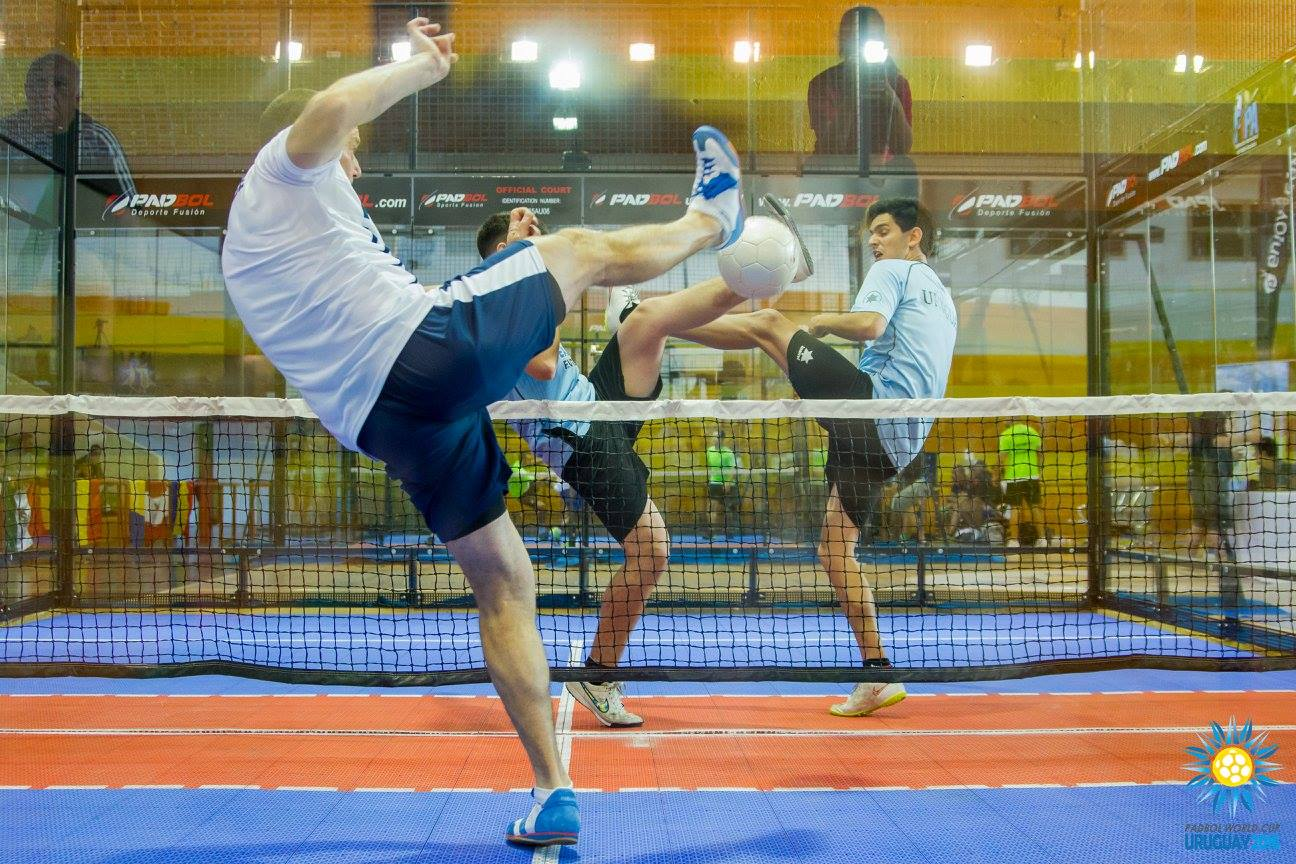
Volea

Las paredes se pueden usar para provocar rebotes hacia el campo contrario, es decir, cualquier jugador podrá devolver la pelota de un solo golpe siempre que la haga rebotar contra una de las paredes laterales o de fondo. Además de poder pasarla al campo contrario a través de las paredes, también puede pasársela a su compañero por intermedio de la pared, sin que ese rebote cuente como uno de los tres permitidos.

### Golpe directo en zona roja
Luego de un saque, el jugador receptor no podrá golpear de aire la pelota. Pero exceptuando la devolución, la pelota sí podrá ser voleada por cualquier jugador y con cualquier parte del cuerpo (excepto brazos, antebrazos y manos), siempre y cuando esté tocando parte de la zona roja, que es el área en color rojo.

## Competiciones

### Copa Mundial de Padbol

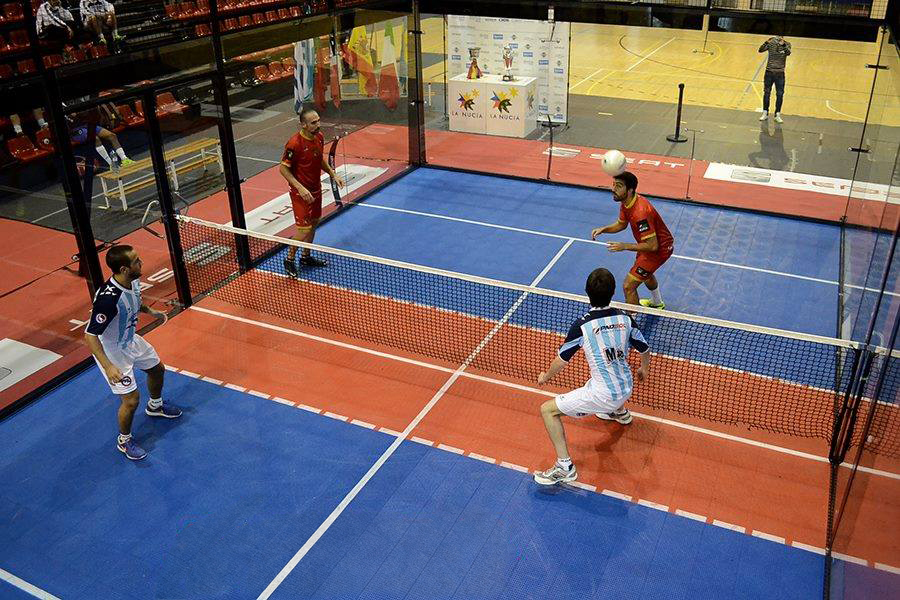
Partido de Padbol correspondiente al Mundial 2014 - Argentina vs España.

En marzo de 2013 se dio marcha al primer campeonato del mundo de Padbol en La Plata, Argentina. La pareja española conformada por Eleazar Ocaña y Toni Palacios se impuso en la final sobre sus compatriotas Can Saiz y Claudio Rodríguez Alonso, por un doble 6-1, consagrándose como los primeros campeones en la historia del Padbol.
Los días 20, 21, 22 y 23 de noviembre de 2014 se realizó la segunda edición del Mundial de Padbol. La sede fue La Nucía, Alicante, España.Se consagraron campeones Juan Alberto Ramón y Juan Miguel Hernández, tras un 6-4 y 7-5 ante Eleazar Ocaña y Toni Palacios.
La tercera edición del mundial se llevó a cabo en noviembre de 2016 en Punta del Este, Uruguay, donde se coronó nuevamente España con Juanmi Hernández, Juanal Ramón y Migue Barceló tras un 6-3, 4-6, 6-3 ante la dupla argentina conformada por Gonzalo Maidana y Tomás Labayen. La modalidad femenina tuvo su primera edición, donde se consagraron Anemia Gherghel y Flory Chiar ante las españolas Patricia Flores y María Rodríguez. En 2023 y dejando la pandemia en el pasado se disputó la IV Copa Mundial de Padbol en la localidad brasileña de Santos, en el Estado de San Pablo. Con un récord de participación de 18 nacionalidades diferentes el torneo fue ganado por los representantes de Rumania, equipo formado por Olivian Surugiu, Victoras Popescu (titulares) y Rafael Vasile y Mihail Tiplic (jugadores substitutos).     

### Copa Intercontinental de Padbol
Esta competición representó a los clubes de las distintas asociaciones.
En noviembre de 2015 se disputó en las Islas Canarias la primera edición de este torneo en el que participaron clubes de 10 países. El ganador fue Padbol Canario (Almeida/Belza) tras un 6-3 6-3 a La Meca Padbol Club (Maidana/Narbaitz), de Argentina.

### Torneos Continentales
- Eurocopa de Padbol 2017: La primera edición se disputó en septiembre de 2017 en Constanza, Rumania, y reunió a ocho asociaciones (Rumania, España, Portugal, Francia, Alemania, Suecia, Bélgica e Italia). España se consagró campeona con la pareja conformada por Juanmi Hernández y Miguel Ángel Barceló.
- Copa América de Padbol 2017: Sorocaba, Brasil, fue la sede del debut continental. Argentina, con el trío Maidana.G-Labayen-Maidana.R, se consagró campeón tras imponerse en tres sets en la final ante Uruguay (Bueno-Sanromán).[37]

### Torneos Regionales
- Copa 2 Naciones: Torneo entre las asociaciones de Argentina y Uruguay. En junio de 2016 se disputó en La Meca Padbol Club, La Plata, la primera edición, que ganó Argentina.[38]

### Torneos nacionales
Cada asociación realiza Torneos Nacionales que otorgan cupos para los torneos internacionales.
- España: Campeonato Nacional de Padbol de España
- Argentina: Campeonato Nacional de Padbol Argentina 2016

## Ranking
| Año  | Primer puesto              | Segundo puesto            | Tercer puesto                             |
| ---- | -------------------------- | ------------------------- | ----------------------------------------- |
| 2017 | Juanmi Hernández (2170pts) | Gonzalo Maidana (2000pts) | Tomás Labayen (1870pts)                   |
| 2016 | Ramón/Hernández (2340pts)  | Gonzalo Maidana (2005pts) | Lisandro Narbaitz (1905pts)               |
| 2015 | Maidana/Narbaitz (1290pts) | Ocaña/Palacios (1130pts)  | Almeida/Santana (1100pts) Ramón/Hernández |
| 2014 | Ocaña/Palacios (2450pts)   | Ramón/Hernández (2200pts) | Barceló/Suau (1400pts)                    |
| 2013 | Ocaña/Palacios (1900pts)   | Saiz/Rodríguez (1500pts)  | Bernabé/Macia (1150pts)                   |